# Helenês Cândido
Helenês Cândido (Morrinhos, 5 de janeiro de 1935 - Caldas Novas, 17 de março de 2021) foi um advogado e político brasileiro.
Foi prefeito de Morrinhos de 31 de janeiro de 1973 a 31 de janeiro de 1977 pelo ARENA, deputado estadual constituinte por três mandatos e governador do estado de Goiás de 24 de novembro de 1998 a 1 de janeiro de 1999.
Morreu em 17 de março de 2021, aos 86 anos, de COVID-19, ao ser transferido para uma unidade de terapia intensiva após esperar três dias pela vaga. Cândido era católico.